# Стили айкидо
Хотя сам основатель айкидо Морихэй Уэсиба стремился избежать создания различных стилей, тем не менее это произошло. Уэсиба преподавал в течение более чем 40 лет, и за это время айкидо эволюционировало от крайне жёсткого Дайто-рю Айки-дзюцу до «ненасильственно-мягкого» Айкидо Айкикай. Эффективная в реальной схватке разновидность джиу-джитсу со временем превратилась в философско-эзотерическое учение об установлении равновесия во Вселенной с элементами боевого искусства. На протяжении нескольких десятков лет понимание айкидо самим О-Сэнсэем существенно переосмысливалось. На разных этапах жизни Уэсибы его ученики сами открывали собственные школы и преподавали то айкидо, в каком виде они переняли его от своего учителя.
Кроме того, после смерти Морихэя Уэсибы были созданы школы айкидо мастерами обучавшимися не у него непосредственно, а у его учеников. Философские концепции заложенные в духовную основу айкидо были по-разному истолкованы сэнсэями различных стран (а то и вовсе отброшены), что не могло не отразиться на их стиле преподавания. На создание новых стилей также повлиял тот факт, что многие мастера занимались другими боевыми искусствами (например дзюдо, карате) и неоднократно предпринимали попытки интегрировать приёмы из других будо, после чего заявляли о создании нового стиля.
Как следствие — на данный момент в мире насчитывается более 30 самостоятельных направлений.

## Айкикай

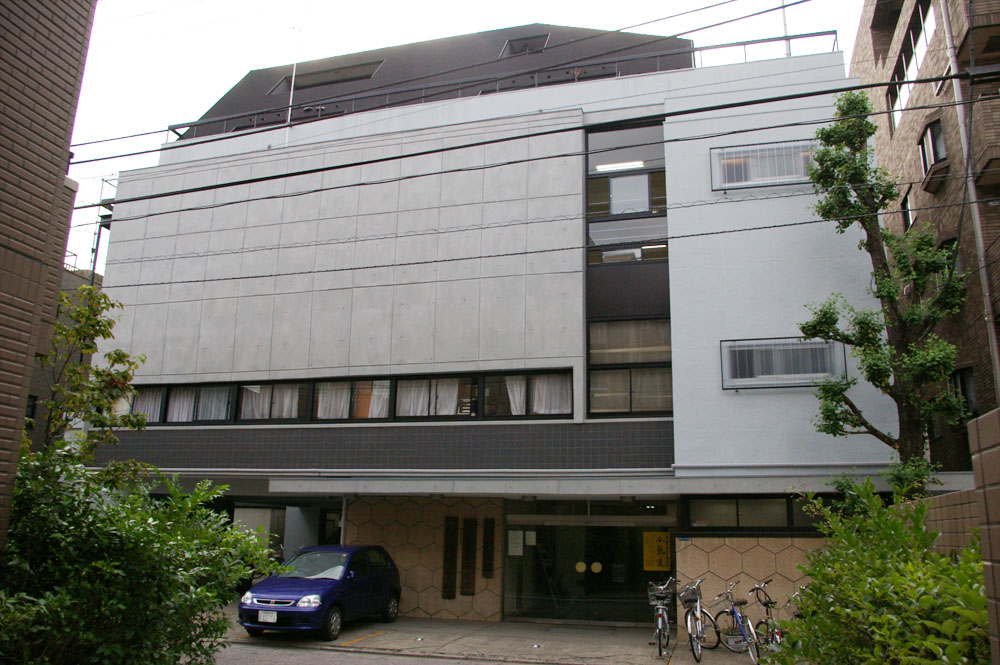
Хомбу додзё Айкикай, 17-18, Вакамацу-тё, Синдзюку-ку, Токио, 162—005, Япония

Фонд Айкикай — организация по изучению и популяризации айкидо, созданная непосредственно Морихэем Уэсибой и официально признанная правительством Японии в 1940 году. Поскольку Фонд Айкикай организовал непосредственно сам Уэсиба, который до своей смерти и возглавлял его, то Айкидо Айкикай считается официальным наследником этого боевого искусства и максимально приближён именно к тому айкидо, которое Уэсиба преподавал в свои последние годы.
Основа Айкикай — Всемирная штаб-квартира (хомбу) Айкидо в Токио, главная организация, занимающаяся популяризацией и развитием айкидо во всём мире. Инструкторы Хомбу додзё направляются в страны Северной и Южной Америки, Европы, Африки и Азии. Независимо от расовой и национальной принадлежности, во всём мире занимается более 1,2 млн человек из 80 стран. И с каждым годом количество их увеличивается благодаря тому, что айкидо пользуется всё большей популярностью.

## Ёсинкан
Основатель стиля Годзо Сиода был одним из первых и самым выдающимся учеником Морихэя Уэсибы. Этот стиль сохранил «довоенное айкидо» Уэсибы, направленное в первую очередь на решение прикладных задач. Также на его развитие повлияло то что Годзо Сиода и его ученики много лет проводили специальные интенсивные семинары для полицейских. Стиль отличается развитой методикой детальной проработки техник. Характеризуется сильными, мощными движениями, глубокими стойками, обилием атэми, дозированным применением силы. Болевым замкам «кансэцу» в стиле уделяется большое внимание. Интенсивные тренировки, высокий темп и значительная физическая нагрузка закрепили за Ёсинканом славу так называемого «жёсткого» стиля айкидо. Также Ёсинкан считается одним из самых эффективных для самообороны стилей айкидо.

## Ки-Айкидо
Японское название Син-син-тоицу Айкидо («айкидо с объединёнными сознанием и телом») — стиль айкидо, который создал Коити Тохэй. Характерной особенностью является бо́льшее внимание на использование энергии «ки». Фундаментальная основа выражена словами: «Сознание движет телом».

## Томики-рю
Томики-рю (Сёдокан Айкидо)— направление, основанное Кэндзи Томики, учеником О-сэнсэя, который также обучался у Дзигоро Кано. Томики-сэнсэй стремился к «рационализации» тренировочного процесса в айкидо, так же, как Кано-сэнсэй действовал в отношении дзюдо, делая его более лёгким для преподавания, особенно в японских университетах. Томики-сэнсэй также считал, что внесение элементов соревнования послужит большей концентрации внимания во время тренировок. Именно эта его позиция послужила причиной разрыва с О-сэнсэем, который был убеждён, что в айкидо нет места соревнованиям. Преподавание Томики айкидо характерно отработками ката (фиксированных форм) на тренировках и спаррингами без оружия или с использованием резинового ножа.

## Ивама-рю
Ивама-рю (также известно как Такэмусу Айкидо и Ивама Синсин Айки Сюрэнкай). Несмотря на то, что формально этот стиль числится в Айкидо Айкикай, техника, которую преподавал Морихиро Сайто в Ивама додзё, стилистически достаточно своеобразна, поэтому её принято выделять в самостоятельное направление. Сайто-сэнсэй долгое время был учеником О-сэнсэя, начиная с 1946 года и до самой смерти Основателя в 1969 году Сайто-сэнсэй был человеком, который в течение 23 лет был ути-дэси (внутренний ученик) О-Сэнсэя, он старался сохранить и передать искусство айкидо в той же манере, как ему преподавал О-Сэнсэй. Для этого он систематизировал и строго организовал техники айкидо в структурированную и лёгкую в восприятии методику. Технический арсенал Ивама-рю шире, чем во многих других стилях и много внимания уделяется работе с оружием. В 1989 году ввёл сертификат традиционного стиля для айкикэн и айкидзё. Освоение айкидо начинается с базовых техник с упором на развитие силы кокю, а вариации и непрерывное выполнение техники осваиваются на более позднем этапе. Различия в комплекции не принимаются во внимание, техника должна выполняться одинаково.

## Реальное Айкидо
Это современное боевое искусство, очищенное от наносных условностей и максимально приближенное к условиям современной улицы, спонтанного боя. Это очень гибкая, мощная и широко применяемая система самообороны. Реальное Айкидо относится к прикладным боевым искусствам и название говорит только о возможности его применения в критических ситуациях. Создано Любомиром Врачаревичем.

## Кокикай
Основатель — Маруяма Сицуэ, обладатель 8 дана в Син-син-тоицу Айкидо, долгое время был учеником Коити Тохэя, пока не решил открыть своё собственное направление.
Четыре основных принципа в Кокикай:
- Удерживайте одну точку для достижения спокойствия;
- Постепенно полностью расслабляйтесь;
- Ищите правильную позицию во всех ситуациях;
- Развивайте позитивное расположение духа.

## Кобукан
Основатель: Джордж Оттон (1928—2002). Практиковать восточные единоборства начал под руководством сэнсэя Абэ Кэнсиро в 1950-x. Сэнсэй Абэ, прибывший в Великобританию по поручению Дай Ниппон Бутокукай (Общество Воинской Добродетели Великой Японии) для организации Федерации дзюдо Великобритании, проводя занятия с наиболее продвинутыми учениками Дзюдо, знакомит, а затем и активно развивает учение Будо. На тот момент сэнсэй Абэ преподаёт кэндо, карате, дзюдо и Айкидо.
Джордж Оттон в числе первых и наиболее подготовленных технически учеников, принимает это учение, являясь последователем и активистом, практикующим айкидо и прилагающим все свои усилия для его развития в Великобритании, и остаётся преданным этому пути, стилю и методам преподавания, которые сэнсэй Абэ применял на своих занятиях.
Именно по приглашению Джорджа Оттона в Великобританию был направлен представитель Хомбу додзё Айкикай сэнсэй Тиба.
В период реорганизации айкидо в Великобритании сэнсэй Оттон сделал свой выбор в пользу старых принципов изучения будо и его сохранения. В конце 1980-x, согласовав свои намерения с сэнсэем Абэ, Джордж Оттон формулирует своё понимание айкидо как боевого искусства, в результате чего это выливается в создание школы [Айкидо Кобукан]. Принципы, лежащие в основе этой школы, были одобрены сэнсэем Абэ.
В настоящее время айкидо Кобукан изучается в нескольких организациях Великобритании (KAA, IABC — Warren Butcher), России (общество Кобукай — Денис Колесниченко), Казахстана, Китая, Болгарии и Турции

## Традиционное Айкидо
Основатель Ален Пейраш — учи деши Тамуры сенсей, Тамура в свою очередь учи деши основателя айкидо.
Суть школы сохранение принципов айкидо в их чистоте. Одно доджо — один учитель.

## Рэнсинкай
Основатель Цутому Тида — один из лучших учеников Годзо Сиоды, бывший Главный инструктор Хомбу додзё Ёсинкан, в течение значительного времени преподавал айкидо в Полицейском управлении Большого Токио, 8-й дан Ёсинкан айкидо. Основал стиль айкидо Рэнсинкай в 2008 году в целях сохранения духа айкидо Годзо Сиоды.
Стиль Рэнсинкай айкидо характеризуется хорошей методической проработкой. Для базового обучения используется набор из шести основных движений — «кихон доса».

## Кокусай Айкидо Кэнсюкай Кобаяси Хирокадзу Ха
Основатель Кобаяси Хирокадзу — один из последних учидеши Морихэя Уэсибы, воспринявший от него наиболее позднюю форму айкидо своего учителя. 8-й дан Айкидо (Айкикай).
Стиль Кокусай Айкидо Кэнсюкай Кобаяси Хирокадзу Ха характеризуется широким применением принципов ки-но-мусуби (слияния энергий атакующего и атакуемого) и мэгури (принцип смещения точки контакта за счет спирального движения запястий, рук, а в некоторых случаях даже бедер), а также тесной связью работы с оружием (Айкикэн и айкидзё) с практикой тай-дзюцу.

## Нисио Будо (Нисио Айкидо)
Основатель Нисио, Сёдзи — прямой ученик Морихэя Уэсибы, 8 дан Айкидо Айкикай, также имел опыт в дзюдо (6 дан Кодокан), каратэ (5 дан Синдо Дзинен-рю), иайдо (7 дан Всеяпонской Федерации Иайдо), дзёдо (Синто Мусо-рю) и на основе этих знаний создал собственныйл стиль айкидо, который позже был назван Нисио Будо.
В Нисио Будо важнейшую роль играет взаимосвязь движений в техниках без оружия с техниками, где используется боккен или дзё. Каждый приём айкидо может быть проведён в нескольких вариантах: тайдзюцу (без оружия), кен но тебики (меч против невооружённого), дзё но тебики (дзё против невооружённого), кен тай кен (меч против меча), кен тай дзё (дзё против меча). Одним из ключевых элементов системы является практика иайдо (Айки Тохо Иай, Сейтэй Иай, Мусошинден-рю). В техническом плане Нисио Будо от множества других стилей айкидо отличается акцентом на изучение и понимание взаимосвязи техник выполняемых с оружием и без оружия, использованием большого количества бросковых техник, значительным вниманием к изучению атэми, а также высоким уровнем систематизации техники, что позволяет повысить качество обучения и сделать понимание айкидо более глубоким.
Сейчас Нисио Будо является одним из самых новых и быстроразвивающихся стилей айкидо, адаптированых к современности, сохраняя при этом основные принципы учения Морихэя Уэсибы.